# Íppeion
Íppeion (Ippeio) är en ort i Grekland.   Den ligger i prefekturen Nomós Lésvou och regionen Nordegeiska öarna, i den östra delen av landet, 260 km nordost om huvudstaden Aten. Íppeion ligger 25 meter över havet och antalet invånare är 208. Den ligger på ön Lesbos.
Terrängen runt Íppeion är huvudsakligen kuperad. Íppeion ligger nere i en dal. Runt Íppeion är det ganska tätbefolkat, med 62 invånare per kvadratkilometer. Närmaste större samhälle är Mytilene, 12,2 km öster om Íppeion. 